# SC Eendracht Aalst
SC Eendracht Aalst (celým názvem Sportclub Eendracht Aalst) je belgický fotbalový klub z města Aalst. Byl založen roku 1919 jako Eendracht Voetbal Club Aalst (letopočet založení je i v klubovém znaku), domácím hřištěm je Pierre Cornelisstadion s kapacitou 7 500 míst. Klubové barvy jsou černá a bílá.

## Logo
Klubové logo je kruhového tvaru a je pouze v černé a bílé barvě. Ve vnějším okruží je nahoře text SPORTCLUB EENDRACHT AALST a dole je číslo 90. Uvnitř je znak ve tvaru erbu, který je rozdělen na dvě části. V levé horní části je velké bílé písmeno E. na černém poli, v dolní pravé části je velké černé A. v bílém poli. Nad štítem nalevo je zkratka KBVB, napravo je rok založení 1919.

## Úspěchy
- Belgická 2. liga (Tweede Klasse) – 2× vítěz (1990/91, 1993/94)[3]

## Výsledky v evropských pohárech
| Soutěže    | Účasti | Zápasy | Výhry | Remízy | Prohry | Vstřelené góly | Obdržené góly |
| ---------- | ------ | ------ | ----- | ------ | ------ | -------------- | ------------- |
| Pohár UEFA | 1      | 4      | 2     | 1      | 1      | 3              | 5             |

| Sezóna  | Soutěž     | Kolo    | Soupeř       | Doma | Venku | Celkem | Postup  |
| ------- | ---------- | ------- | ------------ | ---- | ----- | ------ | ------- |
| 1995/96 | Pohár UEFA | 1. kolo | Levski Sofia | 1:0  | 2:1   | 3:1    | postup  |
| 1995/96 | Pohár UEFA | 2. kolo | AS Roma      | 0:0  | 0:4   | 0:4    | vyřazen |

## Známí hráči
- Émile Mpenza